# Pyrrosia nummularifolia
Pyrrosia nummularifolia är en stensöteväxtart som först beskrevs av Olof Peter Swartz, och fick sitt nu gällande namn av Ren-Chang Ching. Pyrrosia nummularifolia ingår i släktet Pyrrosia och familjen Polypodiaceae. Inga underarter finns listade.